# Institut Eurécom

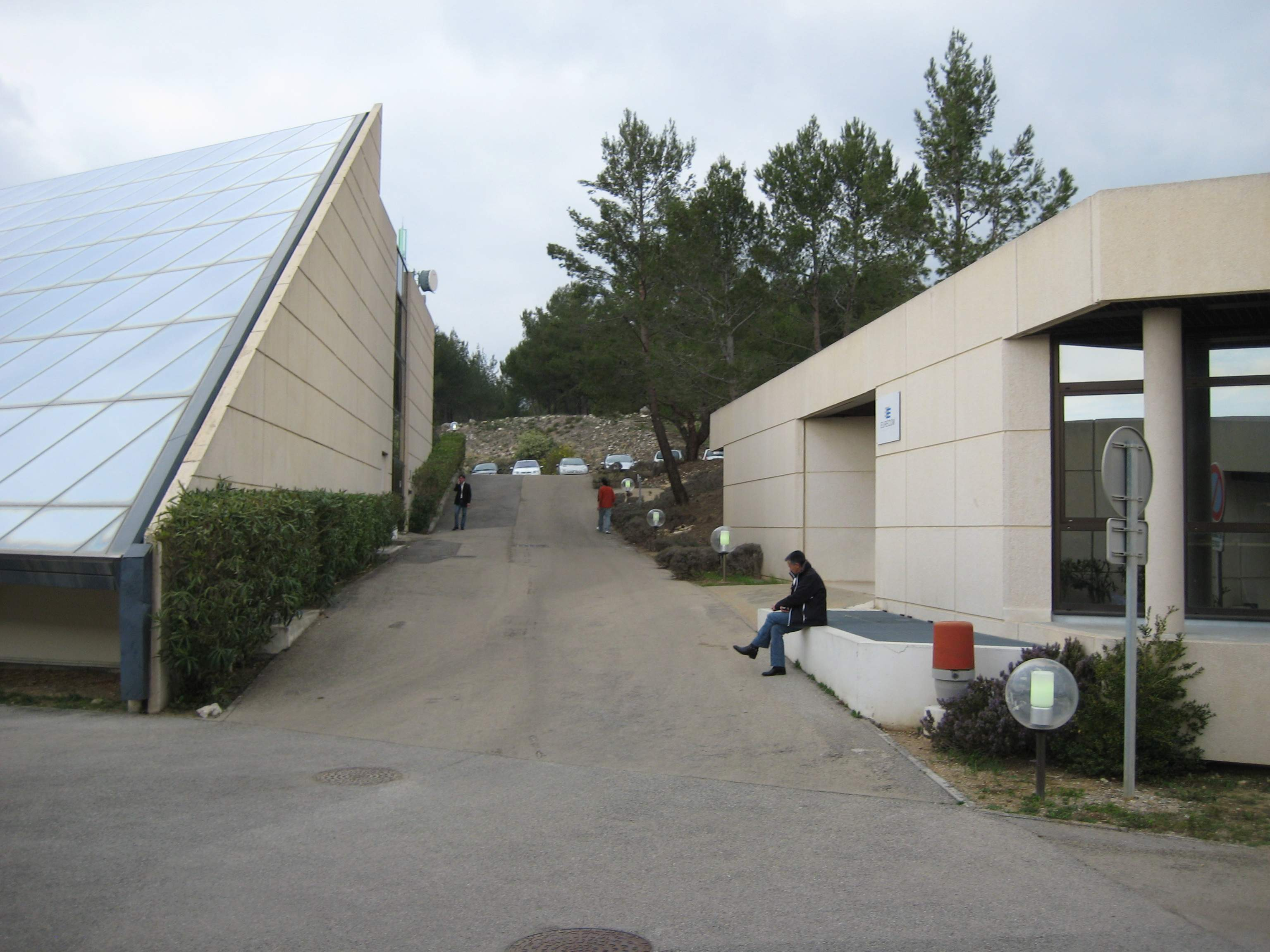
Blick vom Haupteingang auf die Nebengebäude

EURECOM ist sowohl eine Universität für Master- und Diplomstudenten als auch eine Forschungseinrichtung für Telekommunikation und Multimedia im Technologiepark Sophia Antipolis in Provence-Alpes-Côte d’Azur, Südfrankreich. 2008 waren etwa 160 Studenten und 60 PhDs eingeschrieben. Es wurde 1991 von der École nationale supérieure des télécommunications (Télécom ParisTech) und der École polytechnique fédérale de Lausanne (EPFL) zusammen gegründet. Seitdem haben sich einige andere europäische Universitäten, die Politecnico di Torino, die Helsinki University of Technology und die Technische Universität München, angeschlossen und bieten teilweise kombinierte Studienprogramme oder Austauschaufenthalte an.
Die starke Bindung zu Industriepartnern wie Orange, ST-Microelectronics, BMW Group Research & Technology, Symantec, Monaco Telecom, SAP, IABG und die Principauté de Monaco, kombiniert mit einem hohen Grad an Internationalität, ist vor allem für ausländische Fachkräfte von Interesse. Daher werden dort in nahezu alle Vorlesungen auf Englisch gehalten. Der Schwerpunkt des Forschungsbereiches liegt klar auf der Seite von Kommunikationstechnologien, es existieren aber auch einige andere Fachbereiche, wie zum Beispiel Audio- und Bildverarbeitung.
Das Institut ist in vielen nationalen und europäischen Forschungsprogrammen involviert und im Centre national de la recherche scientifique als Forschungsinstitut für Kommunikationssysteme registriert.